# 올림픽 피지 선수단
올림픽 피지 선수단은 피지를 대표하여 올림픽에 참가하는 선수단이다. 1956년 하계 올림픽부터 총 14번의 하계 올림픽과 3번의 동계 올림픽에 참가했다.
1956년 하계 올림픽을 통해 올림픽에 데뷔한 피지는 14번의 하계 올림픽과 3번의 동계 올림픽에 참가했다. 선수들은 양궁, 육상, 복싱, 축구, 유도, 항해, 사격, 수영, 역도, 7인제 럭비에 참가했다.
2016년 하계 올림픽에서 피지 럭비 팀은 국가 최초의 올림픽 메달인 금메달을 획득했으며, 이 메달은 2020년 올림픽에서도 유지되었다. 2020년 기준 올림픽 남자 7인제 럭비에서 금메달을 획득한 다른 국가는 없다.

## 메달 획득 결과

### 하계 올림픽 대회별 메달 획득 개수
| 개최지              | 금   | 은   | 동   | 합계 |
| 1956 멜버른         | 0    | 0    | 0    | 0    |
| 1960 로마           | 0    | 0    | 0    | 0    |
| 1964 도쿄           | 불참 | 불참 | 불참 | 불참 |
| 1968 멕시코시티     | 0    | 0    | 0    | 0    |
| 1972 뮌헨           | 0    | 0    | 0    | 0    |
| 1976 몬트리올       | 0    | 0    | 0    | 0    |
| 1980 모스크바       | 불참 | 불참 | 불참 | 불참 |
| 1984 로스엔젤레스   | 0    | 0    | 0    | 0    |
| 1988 서울           | 0    | 0    | 0    | 0    |
| 1992 바르셀로나     | 0    | 0    | 0    | 0    |
| 1996 애틀랜타       | 0    | 0    | 0    | 0    |
| 2000 시드니         | 0    | 0    | 0    | 0    |
| 2004 아테네         | 0    | 0    | 0    | 0    |
| 2008 베이징         | 0    | 0    | 0    | 0    |
| 2012 런던           | 0    | 0    | 0    | 0    |
| 2016 리우데자네이루 | 1    | 0    | 0    | 1    |
| 2020 도쿄           | 1    | 0    | 1    | 2    |

### 동계 올림픽 대회별 메달 획득 개수
| 개최지              | 금   | 은   | 동   | 합계 |
| 1988 캘거리         | 0    | 0    | 0    | 0    |
| 1992 알베르빌       | 불참 | 불참 | 불참 | 불참 |
| 1994 릴레함메르     | 0    | 0    | 0    | 0    |
| 1998 나가노         | 불참 | 불참 | 불참 | 불참 |
| 2002 솔트레이크시티 | 0    | 0    | 0    | 0    |
| 2006 토리노         | 불참 | 불참 | 불참 | 불참 |
| 2010 밴쿠버         | 불참 | 불참 | 불참 | 불참 |
| 2014 소치           | 불참 | 불참 | 불참 | 불참 |
| 2018 평창           | 불참 | 불참 | 불참 | 불참 |

### 하계 올림픽 종목별 메달 획득 개수
| 종목       | 금 | 은 | 동 | 합계 |
| 7인제 럭비 | 2  | 0  | 1  | 3    |

### 동계 올림픽 종목별 메달 획득 개수
| 종목 | 금 | 은 | 동 | 합계 |
| -    | -  | -  | -  | -    |

## 메달 리스트
| 메달   | 선수 | 대회                | 종목       | 세부 |
| ------ | --- | ------------------- | ---------- | ---- |
| 금메달 | 아피사 도모라이라이 자사 버레마루아 제리 투와이 조슈아 투이소바 키오테 탈리가 레오네 나카라와 마시베시 다쿠와카 오세 콜리니사우 사미소니 비리비리 사베나카 라와카 바테모 라부 빌리아메 마타                              | 2016 리우데자네이루 | 7인제 럭비 | 남자 |
| 금메달 | 조슈아 바쿠루나빌리 이오세포 마시 지우타 와이니콜로 멜리 데레나라기 제리 투와이 나폴리오니 볼라카 시렐리 마칼라 칼리온 나소코 아사일리 투이부아카 빌리모니 보티투 웨이세아 나쿠크 아미나시 투이마바                      | 2020 도쿄           | 7인제 럭비 | 남자 |
| 동메달 | 바시티 솔리코비티 세세니엘리 도누 레이지엘리 다부아 루실라 나가사우 아나 마리아 로키카 레이피 울루니사우 라베나 카부루 라이사나 리쿠체바 비니아나 리와이 알로웨시 나코치 아나 나이맛 로엘라 라디니야부니 라베니아 티나이 | 2020 도쿄           | 7인제 럭비 | 여자 |

## 같이 보기
- 동계 올림픽에 참가한 열대 국가
- 패럴림픽 피지 선수단

## 참고 자료
- 2016 리우 - 7인제 럭비, 남자
- 2020 도쿄 - 7인제 럭비, 남자 보관됨 2021-08-01 - 웨이백 머신
- 2020 도쿄 - 7인제 럭비, 여자 보관됨 2021-08-01 - 웨이백 머신